# Гарбе, Герберт
Герберт Гарбе (нем. Herbert Garbe; 1 июня 1888, Берлин — 17 июля 1945, Рен, в лагере для интернированных) — немецкий скульптор.

## Жизнь и творчество
После окончания Первой мировой войны Герберт Гарбе как скульптор оказался под влиянием экспрессионизма. Позднее он всё более отдаёт предпочтение реалистическому направлению. В начале 20-х годов XX века он был членом авангардистской, революционной «Ноябрьской группы», участвовал в разработке памятника Революции на берлинском кладбище Фридрихсфельде. В 1920-х — начале 1930-х годов состоял членом СДПГ. В январе 1919 года Гарбе женился на Эми Рёдер, впоследствии также известном скульпторе экспрессионистского направления. В 1920-е годы Гарбе и его жена, проживавшие в Берлине, были широко известны в художественно-интеллектуальных кругах немецкой столицы. Создаваемые ими скульптурные работы пользовались успехом у критики. Среди их близких знакомых следует назвать таких мастеров, как Кете Кольвиц, Эрнст Барлах и Карл Шмидт-Ротлуф.
В 1933 году, после прихода нацистов к власти в Германии, Гарбе вышел из Социал-демократической партии и добровольно вступил в НСДАП. В 1933 году Гарбе с женой уехал в Рим и работал в предоставленном ему ателье на Вилла Массимо. В 1934 году он создал портрет Муссолини. В том же году Гарбе расстался с женой и вернулся в Берлин. В 1936 году Герберт Гарбе получил должность художественного директора Высшей школы изобразительных искусств во Франкфурте-на-Майне. Позднее проживал в Эльзасе, где создал серию женских скульптурных работ.
После занятия Эльзаса французскими войсками был арестован и заключён в лагерь военнопленных, где и скончался в 1945 году.